# Five Nations 1963
Die Ausgabe 1963 des jährlich ausgetragenen Rugby-Union-Turniers Five Nations (seit 2000 Six Nations) fand zwischen dem 12. Januar und dem 23. März statt. Turniersieger wurde England.

## Teilnehmer
| Land       | Stadion                        | Stadt     | Kapitän                    |
| ---------- | ------------------------------ | --------- | -------------------------- |
| England    | Twickenham Stadium             | London    | Richard Sharp              |
| Frankreich | Stade Olympique Yves-du-Manoir | Colombes  | Pierre Lacroix             |
| Irland     | Lansdowne Road                 | Dublin    | Tom Kiernan / Bill Mulcahy |
| Schottland | Murrayfield Stadium            | Edinburgh | Ken Scotland               |
| Wales      | Cardiff Arms Park              | Cardiff   | Clive Rowlands             |

## Tabelle
|    | Land       | Spiele | Siege | Unent. | Ndlg. | Spiel- punkte | Diff. | Tabellen- punkte |
| -- | ---------- | ------ | ----- | ------ | ----- | ------------- | ----- | ---------------- |
| 1. | England    | 4      | 3     | 1      | 0     | 29:19         | + 10  | 7                |
| 2. | Frankreich | 4      | 2     | 0      | 2     | 40:25         | + 15  | 4                |
| 2. | Schottland | 4      | 2     | 0      | 2     | 22:22         | ± 0   | 4                |
| 4. | Irland     | 4      | 1     | 1      | 2     | 19:33         | − 14  | 3                |
| 5. | Wales      | 4      | 1     | 0      | 3     | 21:32         | − 11  | 2                |

## Ergebnisse
| 12. Januar 1963 | Frankreich                                     | 6 : 11        | Schottland                                                                       | Stade Olympique Yves-du-Manoir, Colombes Zuschauer: 21.563 Schiedsrichter: Ray Williams (Irland) |
| 12. Januar 1963 | Straftritte: Albaladejo Dropgoals: A. Boniface | (6:0) Bericht | Versuche: Thomson Erhöhungen: Scotland Straftritte: Scotland Dropgoals: Scotland | Stade Olympique Yves-du-Manoir, Colombes Zuschauer: 21.563 Schiedsrichter: Ray Williams (Irland) |

| 19. Januar 1963 | Wales                                  | 6 : 13        | England                                                        | Cardiff Arms Park, Cardiff Schiedsrichter: Kevin Kelleher (Irland) |
| 19. Januar 1963 | Versuche: Hayward Straftritte: Hodgson | (0:5) Bericht | Versuche: Owen Phillips Erhöhungen: Sharp (2) Dropgoals: Sharp | Cardiff Arms Park, Cardiff Schiedsrichter: Kevin Kelleher (Irland) |

| 26. Januar 1963 | Irland                                 | 5 : 24        | Frankreich                                                                              | Lansdowne Road, Dublin Zuschauer: 30.000 Schiedsrichter: Fred Price (Wales) |
| 26. Januar 1963 | Versuche: O’Reilly Erhöhungen: Kiernan | (5:6) Bericht | Versuche: G. Boniface Darrouy Erhöhungen: Albaladejo (3) Dropgoals: Albaladejo Boniface | Lansdowne Road, Dublin Zuschauer: 30.000 Schiedsrichter: Fred Price (Wales) |

| 2. Februar 1963 | Schottland | 0 : 6         | Wales                                    | Murrayfield Stadium, Edinburgh Zuschauer: 60.000 Schiedsrichter: Ray Williams (Irland) |
| 2. Februar 1963 |            | (0:3) Bericht | Straftritte: Hodgson Dropgoals: Rowlands | Murrayfield Stadium, Edinburgh Zuschauer: 60.000 Schiedsrichter: Ray Williams (Irland) |

| 9. Februar 1963 | Irland        | 0 : 0 | England | Lansdowne Road, Dublin Schiedsrichter: H. B. Laidlaw |
| 9. Februar 1963 | (0:0) Bericht |       |         | Lansdowne Road, Dublin Schiedsrichter: H. B. Laidlaw |

| 23. Februar 1963 | England                  | 6 : 5         | Frankreich                                   | Twickenham Stadium, London Zuschauer: 60.000 Schiedsrichter: Douglas McMahon (Schottland) |
| 23. Februar 1963 | Straftritte: Willcox (2) | (3:5) Bericht | Versuche: G. Boniface Erhöhungen: Albaladejo | Twickenham Stadium, London Zuschauer: 60.000 Schiedsrichter: Douglas McMahon (Schottland) |

| 23. Februar 1963 | Schottland             | 3 : 0         | Irland | Murrayfield Stadium, Edinburgh |
| 23. Februar 1963 | Straftritte: Coughtrie | (3:0) Bericht |        | Murrayfield Stadium, Edinburgh |

| 9. März 1963 | Wales                              | 6 : 14        | Irland                                                                          | Cardiff Arms Park, Cardiff Schiedsrichter: Arthur Luff (England) |
| 9. März 1963 | Versuche: Jones Dropgoals: Watkins | (3:8) Bericht | Versuche: Casey Erhöhungen: Kiernan Straftritte: Kiernan (2) Dropgoals: English | Cardiff Arms Park, Cardiff Schiedsrichter: Arthur Luff (England) |

| 16. März 1963 | England                                           | 10 : 8        | Schottland                                                  | Twickenham Stadium, London Schiedsrichter: Gwynne Walters (Wales) |
| 16. März 1963 | Versuche: Drake-Lee Sharp Erhöhungen: Willcox (2) | (5:8) Bericht | Versuche: Glasgow Erhöhungen: Coughtrie Dropgoals: Scotland | Twickenham Stadium, London Schiedsrichter: Gwynne Walters (Wales) |

| 23. März 1963 | Frankreich                                   | 5 : 3         | Wales                | Stade Olympique Yves-du-Manoir, Colombes Zuschauer: 26.268 Schiedsrichter: Peter Brook (England) |
| 23. März 1963 | Versuche: G. Boniface Erhöhungen: Albaladejo | (0:3) Bericht | Straftritte: Hodgson | Stade Olympique Yves-du-Manoir, Colombes Zuschauer: 26.268 Schiedsrichter: Peter Brook (England) |